# Cerastium pospichalii
Cerastium pospichalii là loài thực vật có hoa thuộc họ Cẩm chướng. Loài này được Soldano & F.Conti mô tả khoa học đầu tiên năm 2005.